# Stille Wasser (1981)
Stille Wasser (Originaltitel: Eaux profondes) ist ein französischer Thriller aus dem Jahr 1981 von Michel Deville, der auf dem Roman Deep Water (1957) von Patricia Highsmith basiert. Die Hauptrollen spielen Isabelle Huppert und Jean-Louis Trintignant.

## Handlung
Der Parfümeur Vic und seine Frau Mélanie leben auf der Insel Jersey und scheinen eine harmonische Ehe zu führen. Sie wohnen in einem herrschaftlichen Haus, haben oft Gäste und verkehren mit wichtigen Leuten. Mélanie hat jedoch angefangen, Vic auf Partys zu provozieren, indem sie unverschämt mit anderen Männern flirtet. Daraufhin wird sie von Vic gewarnt, indem er sagt, er sei der Mörder eines Mannes, der vermisst wird.
Mélanie bringt schließlich immer öfter Männer mit nach Hause, mit denen sie trinkt und tanzt. Als sie Carlo, einen Hotelangestellten, zu einer exklusiven Party mitnimmt, hat Vic genug, und als er anschließend allein mit Carlo ist, ertränkt er ihn im Swimmingpool. Die Untersuchung der Polizei kommt zu dem Ergebnis, dass es ein Unfall war, obwohl Mélanie bei der Anhörung behauptet, Vic habe Carlo ermordet. Als sie kurz darauf einen weiteren Liebhaber nach Hause bringt, recherchiert Vic über den Mann und findet heraus, dass es sich um einen Privatdetektiv handelt, den Mélanie angeheuert hat, um ein Auge auf ihn zu haben. Als die Tarnung des Mannes auffliegt, verlässt er schnell das Land.
Eines Tages bekommt Vic Besuch von einem Mann namens Cameron, der in den USA Parfüms verkauft. Mélanie verführt ihn und erzählt Vic am anderen Morgen, dass sie mit Cameron weggehen wird. Vic bittet ihn, mit ihm in die Stadt zu fahren, um die entstandene Situation zu besprechen. Er fährt Cameron jedoch zu einem abgelegenen Ort, erschlägt ihn und wirft seine Leiche von einer hohen Klippe ins Meer. Nachdem Cameron infolge der unbezahlten Hotelrechnung als vermisst gemeldet wird, befragt die Polizei auch Vic, da er der letzte war, der ihn lebend gesehen hat. Dann wird die Akte aus Mangel an Beweisen geschlossen. Mélanie erkennt nun, dass Vic zwei Männer getötet hat, um ihr wieder näher zu kommen. Sie beginnt, sich mit ihm zu versöhnen.

## Kritik
- „Großartig gespielt, liefert die Patricia-Highsmith-Adaption ein finsteres Katz-und-Maus-Spiel zwischen Eheleuten […] Charakterstudie mit starker Sogwirkung.“ (cinema.de)
- „Eine außergewöhnliche, bemerkenswert gespielte und inszenierte Charakterstudie, die in suggestiven Szenen ein düsteres Klima beschwört.“ (Lexikon des internationalen Films)
- „Regisseur Michel Deville gelang hier ein subtil inszenierter Psychothriller nach dem Roman von Patricia Highsmith, in dem Jean-Louis Trintignant und Isabelle Huppert als Ehepaar mit makaberen Spielgewohnheiten glänzen.“ (prisma.de)[1]

## Hintergrund
Die Romanvorlage wurde danach noch zweimal verfilmt:
- 1983 als zweiteilige deutsche Fernsehproduktion des ZDF unter dem Titel Tiefe Wasser mit Constanze Engelbrecht und Peter Bongartz in den Hauptrollen, Regie führte Franz Peter Wirth.
- 2022 in den USA unter dem Titel Tiefe Wasser (Deep Water) mit Ana de Armas und Ben Affleck, Regie führte Adrian Lyne.

## DVD-Veröffentlichung
Der Film erschien 2021 auf DVD in der Reihe „Filmjuwelen“.